# Paola Muñoz
Paola Andrea Muñoz Grandón (Santiago, 13 de abril de 1986) é uma ciclista chilena. Muñoz representou seu país durante os Jogos Olímpicos de Verão de 2012, em Londres, onde ela não completou a prova de estrada. Também competiu nos Jogos Pan-Americanos de 2015.